# 만노실기전이효소
만노실기전이효소(영어: mannosyltransferase)는 만노스에 작용하는 글리코실기전이효소의 일종이다. 만노실트랜스퍼레이스라고도 한다.
예로는 헤테로글리칸 알파-만노실기전이효소가 있다.

## 같이 보기
- 전이효소
- 글리코실기전이효소